# 臘虎膃肭獣猟獲取締法
臘虎膃肭獣猟獲取締法（らっこおっとせいりょうかくとりしまりほう、明治45年4月22日法律第21号）は、ラッコおよびオットセイの狩猟規制に関する日本の法律である。
法令番号は明治45年法律第21号、1912年（明治45年）4月22日に公布された。

## 概要
日本国内におけるラッコ（臘虎）・オットセイ（膃肭獣）の捕獲及び毛皮製品の製造・販売について、農林水産大臣が制限できること、違反した場合の罰則などを定めている。1911年に締結され1941年に失効した膃肭獣保護条約（明治44年条約第13号）を実行するための国内法として成立したものだが、本法は現在も有効である。対象は日本国内で猟獲されるラッコ、オットセイであり、輸入品はこの法律の対象外である。
一部の専門書で「膃肭獣」のルビがミスにより「おっとつじゅう」となっていたほか、有斐閣のTwitterアカウントや参議院法制局のサイトに掲載されたコラムでも「おっとつじゅう」と解説されていたが、北海道大学で海獣を研究するグループの指摘などにより参議院法制局のサイトは修正された。

## 所轄官庁
- 農林水産省

## 歴史
- 1878年（明治11年）10月19日 - 臘虎猟仮条例（開拓長官第19号達）。ラッコの猟法や数量を指定。
- 1884年（明治17年）5月23日 - 北海道ニテ臘虎並膃肭獣猟獲禁止及犯者処断方（太政官第16号布告）。北海道においてラッコ・オットセイの捕獲を特許制とする。
- 1886年（明治19年）12月17日 - 臘虎並膃肭獣猟獲及其生皮輸入販売規則（勅令第80号）制定。 ラッコ・オットセイの捕獲を免許制とし、禁猟区・禁猟期を指定する。
- 1895年（明治28年）3月6日 - 上記「処断方」「規則」に代わり臘虎膃肭獣猟法（法律第10号）が制定される。施行は1895年1月1日。
- 1912年（明治45年）4月22日 - 膃肭獣保護条約締結を受けて臘虎膃肭獣猟獲禁止ニ関スル法律（法律第21号）として制定。臘虎膃肭獣猟法は廃止。施行は公布の日（1912年4月22日）。
- 1942年（昭和17年）2月21日 - 臘虎膃肭獣猟獲取締法（法律第41号）に改題。1941年に膃肭獣保護条約が失効したことにより、海上猟獲を限定的に解禁することとした。施行は1942年5月27日[7]。
- 1950年（昭和25年）5月4日 - 違法に猟獲された獣皮を用いた製品の加工・販売・所持を、猟獲と同様に取締まることとする（法律第152号）。施行は公布の日（1950年5月4日）。
- 1954年（昭和29年）6月2日 - 違法に猟獲された物等についての没収・追徴を必須規定から任意規定に改正（法律第155号）。施行は公布の日（1954年6月2日）。
- 1999年（平成11年）12月22日 - 中央省庁等改革関係法施行法（平成11年法律第160号）第775条により「政府」を「農林水産大臣」に、「命令」を「農林水産省令」とする用語の整理。施行は2001年（平成13年）1月6日。
- 2018年（平成30年）12月14日 - 漁業法等の一部を改正する等の法律（平成30年法律第95号）第34条により「第七十四条第一項」を「第百二十八条第一項」とする改正。引用する漁業法の条ずれによるもの。施行は2020年（令和2年）12月1日[8]。
- 2022年（令和4年）6月17日 - 刑法等の一部を改正する法律の施行に伴う関係法律の整理等に関する法律（令和4年法律第68号）第275条により「懲役」を「拘禁刑」とする改正。施行は2025年（令和7年）6月1日。